# 北京地铁一号线、八通线贯通运营改造工程

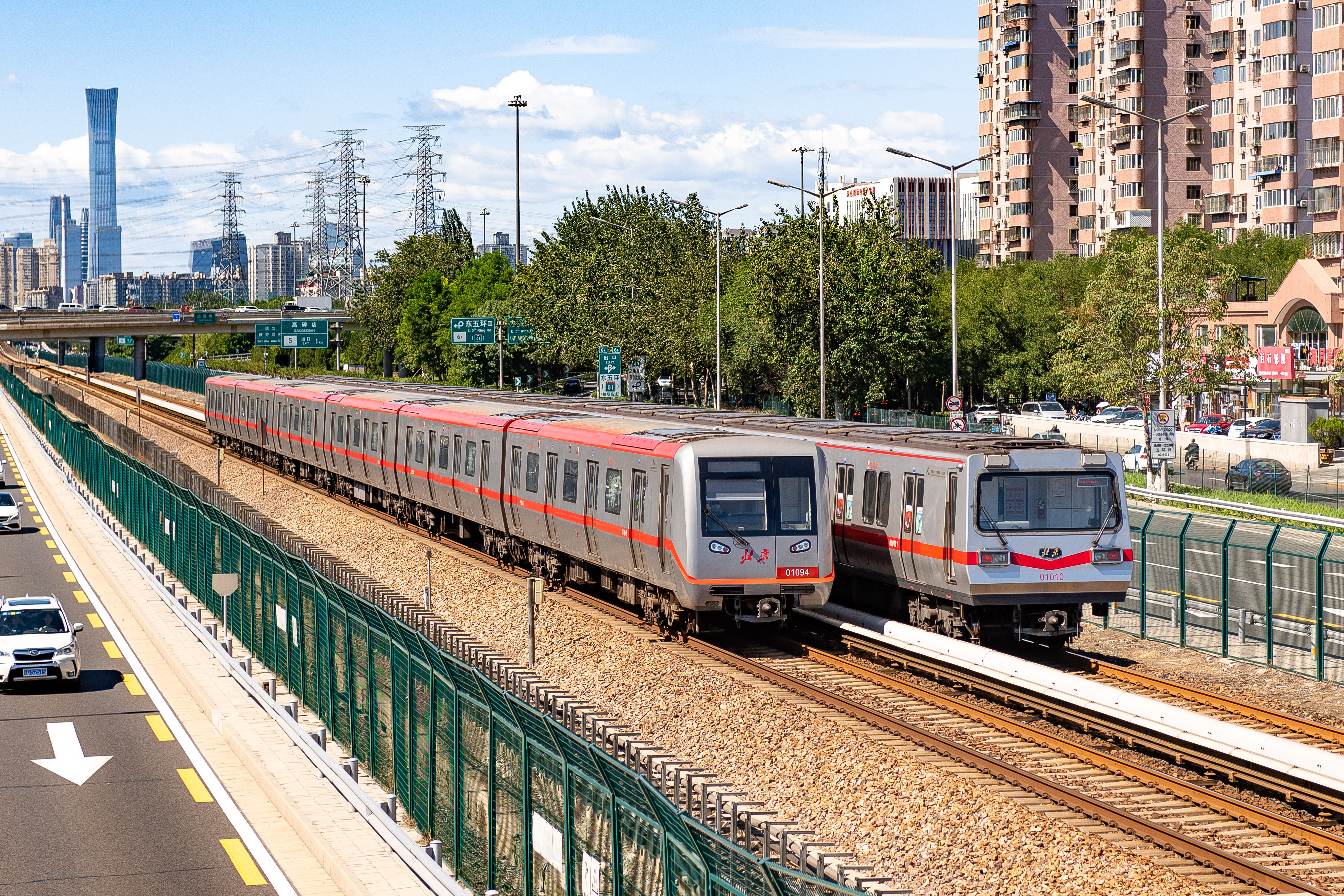
1号线、八通线贯通运营后，
DKZ4型列车与SFM01型列车在八通线上交会

北京地铁一号线、八通线贯通运营改造工程，简称北京地铁“一八贯通”工程，是指自2020年10月1日起，至2021年8月29日止，由北京地铁对其运营的1号线与八通线的轨道线路、机电设备、运营车辆等所进行的改造工程。该工程实现了两条线路的互联互通，打造出一条全长 54.47 km 的东西交通大动脉，对于改善位于通州区的北京城市副中心往返北京中心城区的通勤条件具有重要的积极意义。

## 改造背景

### 1号线开通
1号线身为北京地铁系统中最早通车线路之一，其苹果园（福寿岭）至南礼士路段于1971年以后随北京地铁一期工程建成逐渐对外开放运营。1987年，北京地铁一期工程被拆分为一线和环线，北京地铁一线运营区段变更为苹果园-复兴门，1991年东延至西单。1999年，北京地铁复八线工程（天安门西-四惠东）对外开通运营，后于2000年伴随西单-天安门西运营区段通车而并入1号线。至此，北京地铁一号线最初的运营格局基本形成，方便了长安街沿线城中心区域民众的出行需求。四惠-四惠东站区段建成之初虽然预留与八通线同台换乘的条件，但并未预留贯通运营的条件。

### 八通线开通
八通线于2003年12月27日开通，连接北京中心城区和城市副中心，作为通州居民进城最主要的通勤方式，高峰日通勤量可达30万人左右。
八通线最初规划为1号线的东延段，但在建设前期进行客流分析时，有关部门预测八通线的客流会比较少，与1号线的客流量并不匹配，便放弃了贯通建设运营的计划。但是由于八通线沿线以住宅为主，并且八通线本身加剧了通州新城的房产开发，导致八通线很快便遇到了拥挤的问题，这在八通线的所有列车扩编为6节编组之后依然得不到有效缓解。
即便6号线的开通对八通线起到了一定的分流作用，八通线仍然是北京地铁最为拥挤的线路之一。

### 四惠站与四惠东站的换乘压力
1号线和八通线尚未贯通时，四惠站和四惠东站设计为两条线路的换乘站，进城方向（八通线四惠 → 1号线苹果园）的乘客在四惠东站换乘，出城方向（1号线四惠东 → 八通线土桥）的乘客在四惠站换乘，以期减少客流对冲及站内的拥挤程度。但是由于并非同站台换乘方式，换乘站的客流压力仍然较大，这种现象尤以早晚高峰为甚。
| 四惠站          |  | 四惠东站       |                           | 贯通前的四惠东站安检长队   |  |
|                 |  | 1号线始发站台  |                           | 贯通前的四惠东站安检长队   |  |
| █ 1号线往苹果园 |  |                |                           | 贯通前的四惠东站安检长队   |  |
| 1号线中途站台   |  |                |                           | 贯通前的四惠东站安检长队   |  |
| █ 1号线往四惠东 |  |                |                           | 贯通前的四惠东站安检长队   |  |
|                 |  | 1号线终到站台  |                           | 贯通前的四惠东站安检长队   |  |
|                 |  | 八通线中途站台 | 贯通前的四惠东站1号线站台 | 贯通前的四惠东站八通线站台 |  |
| █ 八通线往四惠  |  |                | 贯通前的四惠东站1号线站台 | 贯通前的四惠东站八通线站台 |  |
| 八通线终到站台  |  |                | 贯通前的四惠东站1号线站台 | 贯通前的四惠东站八通线站台 |  |
| 八通线始发站台  |  |                | 贯通前的四惠东站1号线站台 | 贯通前的四惠东站八通线站台 |  |
| █ 八通线往土桥  |  |                | 贯通前的四惠东站1号线站台 | 贯通前的四惠东站八通线站台 |  |
|                 |  | 八通线中途站台 | 贯通前的四惠东站1号线站台 | 贯通前的四惠东站八通线站台 |  |

## 前期筹划
2010年的北京两会上，政协委员陈定旺提案建议，把1号线与八通线连结并贯通运营：
|                | 从线路上看，八通线和1号线本身就是一条线，换乘给乘客造成了麻烦。 更重要的是，这两个换乘点属于商业和住宅密集区，每天高峰时都人满为患。 如果把两条线路连通，将避免大量人流的流动。 |
| ——陈定旺的提案 | |

当时的地铁公司回应，1号线的信号制式和八通线的信号制式完全不同，需要等待两条线路的信号系统改造完毕之后再开展贯通工程。
此后直到2016年10月27日“八通线南延工程初步设计专家评审会”召开时，地铁公司才决定改造既有八通线的信号系统，在四惠站与四惠东站区间实现两线接轨，使两条线路贯通。
2019年，八通线既有的信号系统进行倒切，移入新的信号系统，八通线最小运营间隔压缩至2分钟，并与1号线实现了信号、控制系统的相互匹配，这为两线贯通提供了重要前提。
2020年6月12日，北京市发改委批复同意京投公司组织实施1号线与八通线贯通运营工程：
| | 经审议，同意北京市基础设施投资有限公司组织实施轨道交通1号线与八通线贯通运营工程。 实施轨道交通1号线与八通线轨道线路、机电设备系统改造，实现轨道线路、机电设备系统连通。 实施既有车辆适应性改造，并增购5列车辆。 |
| ——京发改（审）〔2020〕259号《关于轨道交通1号线与八通线贯通运营工程项目建议书（代可行性研究报告）的批复》 | |

这标志着两条线路的贯通改造计划取得了实质性进展。

## 工程实施

### 物理联通
2020年10月1日，贯通工程正式开工，首先通过在1号线和八通线上分别铺装4组贯通道岔实现两条线路的物理联通：
- 第一阶段（10月1日~7日）：在1号线四惠站~四惠东站区间铺装4组道岔连接八通线，此时1号线四惠东站停运，八通线仅可在四惠站与1号线换乘。[3]
- 第二阶段（11月24日~28日）：在八通线四惠站~四惠东站区间铺装4组道岔连接1号线，此时八通线四惠站停运，1号线仅可在四惠东站与八通线换乘。[16]

第一阶段的施工中，四组道岔的铺装只能在线路拆除后完成，而第二阶段的施工则利用线路南侧的空地提前进行了道岔预铺，将线路铺装时间缩短到4个小时。除此之外，物理联通原定分为三个阶段进行，在实际实施时，将第二和第三阶段“合二为一”，从而减小了道岔铺装对八通线四惠站的影响。

### 列车改造
配合物理联通的顺利完工，自2020年10月起，除了增购5列BDK06型（01 108 ~ 01 112）列车之外，运营二分公司的车辆改造小组还对既有的107列列车（包括31列DKZ4型、39列SFM04/04A型、30列SFM01/02/07型和7列BDK06型列车）进行了各项技术改造，包括但不限于：
- 将既有的 S4**、G4**、TQ 4** 车号统一为 01 0** 车号；
- 对列车网络空调自动控制程序进行优化，实现温度调节的智能化；
- 在DKZ4型和SFM04/04A型列车上加装LCD动态电子地图，并对广播系统进行技术升级；
- 改造DKZ4型列车的前挡风玻璃和空调装置。

### 压力测试
压力测试分为两次进行：第一次自2021年5月22日20:00起，至次日6:00止；第二次自同年5月29日20:00起，至次日6:00止。
两次测试期间，两条线路的首末班车时间均有所调整：
- 5月22日和29日，1号线四惠东站、古城站，八通线花庄站末班车均提前至20:00，八通线四惠站末班车提前至20:30。
- 5月23日和30日，1号线四惠东站、古城站，八通线花庄站首班车均延后至6:00，八通线四惠站首班车延后至6:36。

压力测试的目的是对两条线路的供电、通信、信号等设备系统的运行稳定性进行考核，其大致流程为：
- 20:00 - 列车进行信号升级与静态调试工作。
- 21:00 - 乘务员领取行车备品，此后由试车司机进行列车的出库前试车。
- 22:20 - 调车司机进行列车的探头作业。
- 22:40 - 压力测试正式开始，93列列车在两条线路上往返数趟，同时乘务员对车辆及车上设备的运转情况进行记录，包括但不限于：
  - 列车进站停靠时，车门与站台门是否对齐；
  - 列车车次号是否正常跟随；
  - 正线自动进路触发和解锁、列车站台门联动联锁等功能是否正常；
  - 车辆设备和信号系统是否出现故障报警。
- 次日 4:00 - 所有列车返回车辆段，此后乘务员归还行车备品并退勤，试车、调车司机确认车辆信息是否回退。

两次压力测试均取得圆满成功，标志着贯通工程已经满足计划中的运营条件。

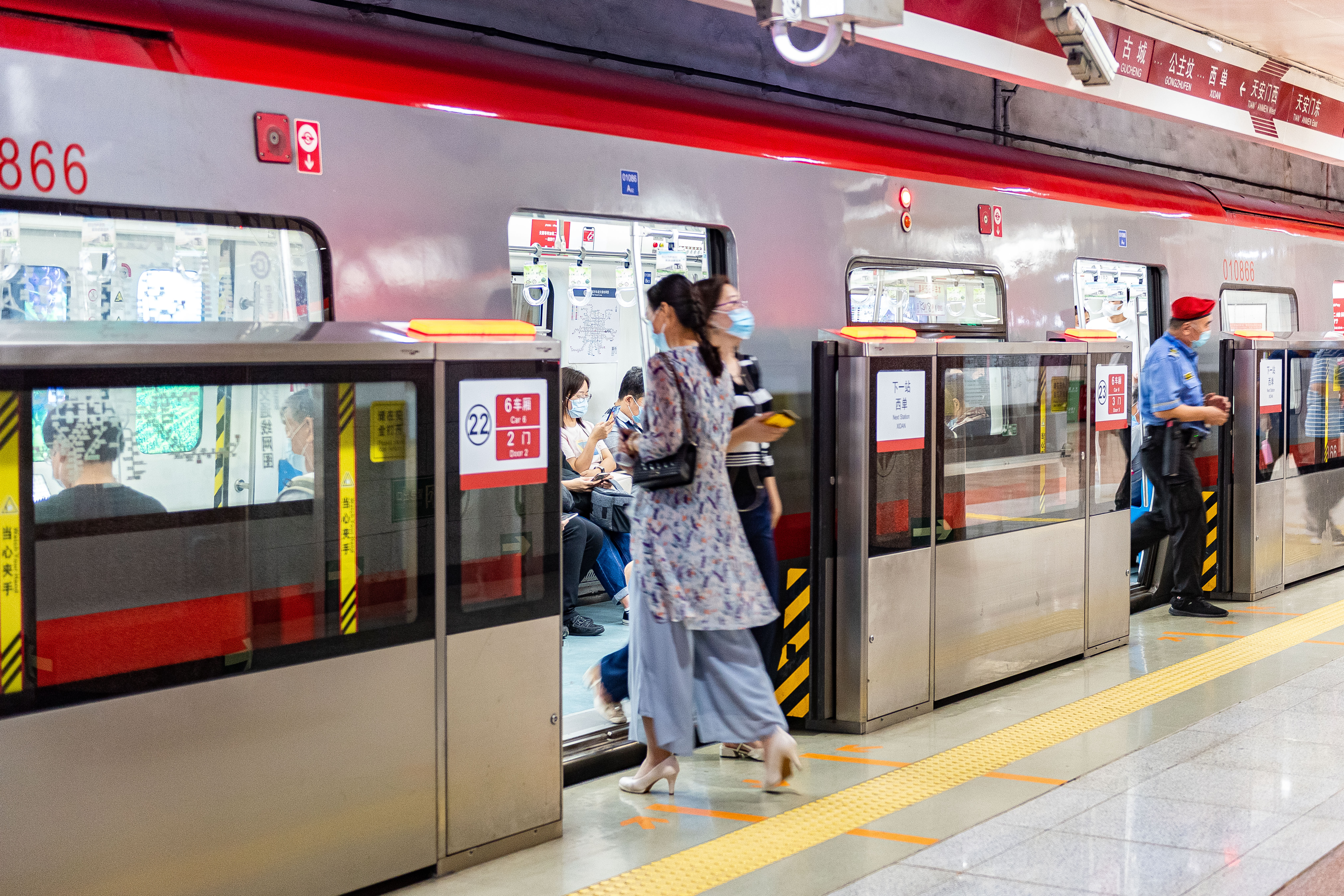
1号线与八通线贯通首日，一名乘客在1号线天安门西站登上已跨线至1号线的八通线SFM01型列车

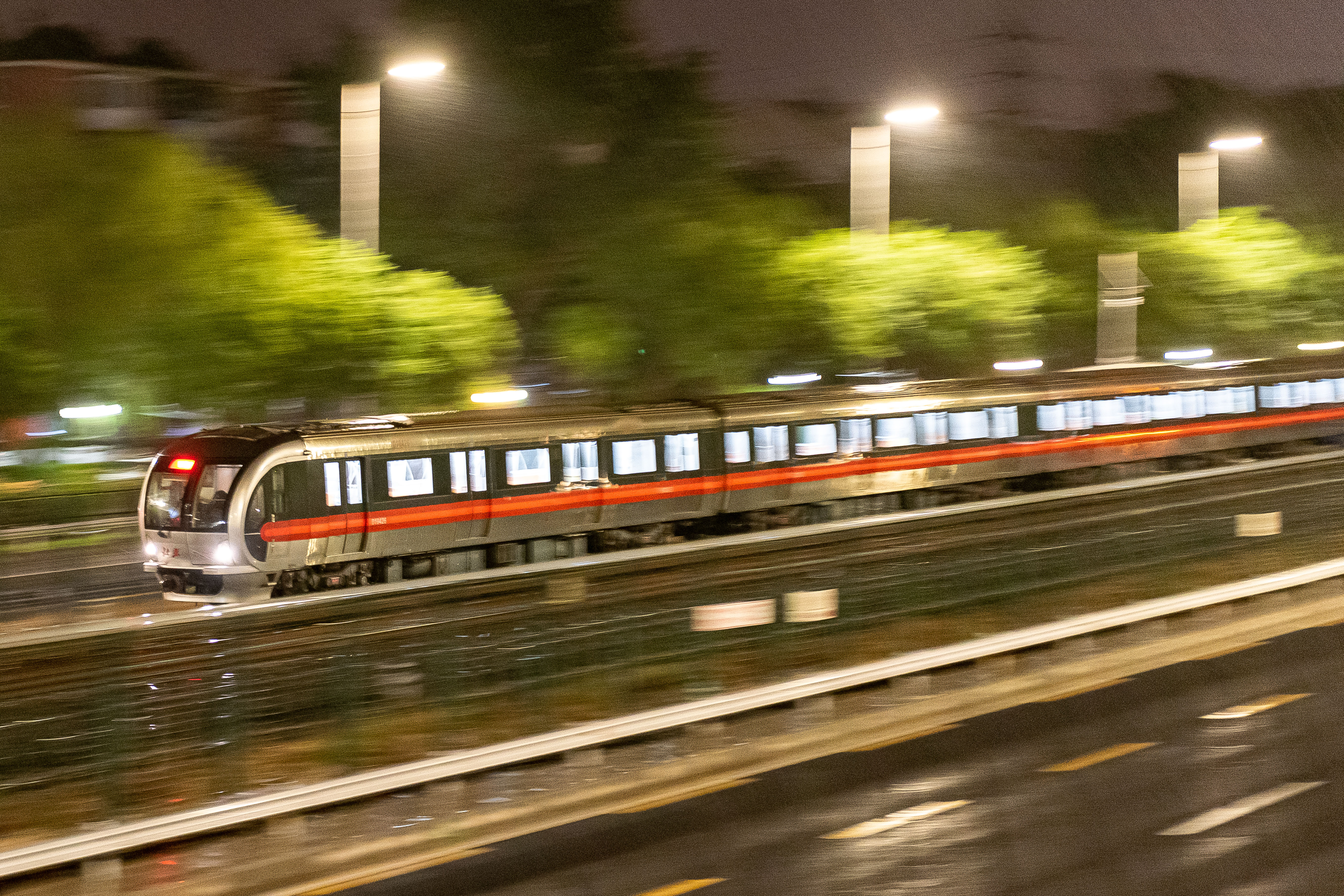
正在进行第一次压力测试的SFM04型列车

### 贯通运营
2021年8月28日23:00，1号线、八通线贯通运营的最后一步——跨线倒接工程开工，600余人历时3小时，完成175根电缆的倒接，将两条线路间的道岔拨到贯通位置，并完成供电及信号系统的最终升级工作，实现了两条线路的并网供电。次日首班车起，两条线路正式跨线运营。
跨线运营后，两条线路的早、晚高峰最小行车间隔分别为1分45秒和2分20秒；同时，运营二分公司取消了二者既有的小交路车次，改为开行早高峰为果园站至公主坟站、晚高峰为古城站至果园站的小交路，并将四惠东站的1号线站台和四惠站的八通线站台停用。

## 贯通意义
1号线与八通线跨线运营后，乘客告别了“翻山越岭”式的全员换乘，实现了从古城站到环球度假区站的“一趟车坐到底”。
贯通工程实现了北京中心城区与城市副中心的双向无换乘直达，从而大幅减少了乘客的通行时间，提高了两地间的通行效率，改善了乘客的出行体验；同时，贯通工程也提高了北京地铁的车辆利用效率，为后续其他线路的贯通改造提供了可参考、可推广、可复制的模式与经验。